# Lendringsen (Menden)
Lendringsen liegt seit der kommunalen Neugliederung 1975 in der nordrhein-westfälischen Stadt Menden (Sauerland), Märkischer Kreis.
Bis 1974 existierte die Gemeinde Lendringsen, Amt Menden, Kreis Iserlohn. Im Gebiet dieser Gemeinde lagen neben Lendringsen auch Böingsen, Berkenhofskamp, Hüingsen, Lürbke und Oberrödinghausen.

## Geografie
Lendringsen liegt im Südosten des Stadtgebietes an der Bundesstraße 515. Südwestlich von Lendringsen liegt, auf der anderen Seite der Hönne, der Bundesstraße 515 und der Hönnetalbahn Hüingsen. Nordwestlich in Richtung Zentrum der Stadt Menden (Sauerland) liegt Berkenhofskamp. Nördlich liegt Oesbern, östlich Lürbke und südöstlich Böingsen.
Am 1. Juli 2017 hatte der „Ortsteil Lendringsen-Mitte“ 7399 Einwohner.

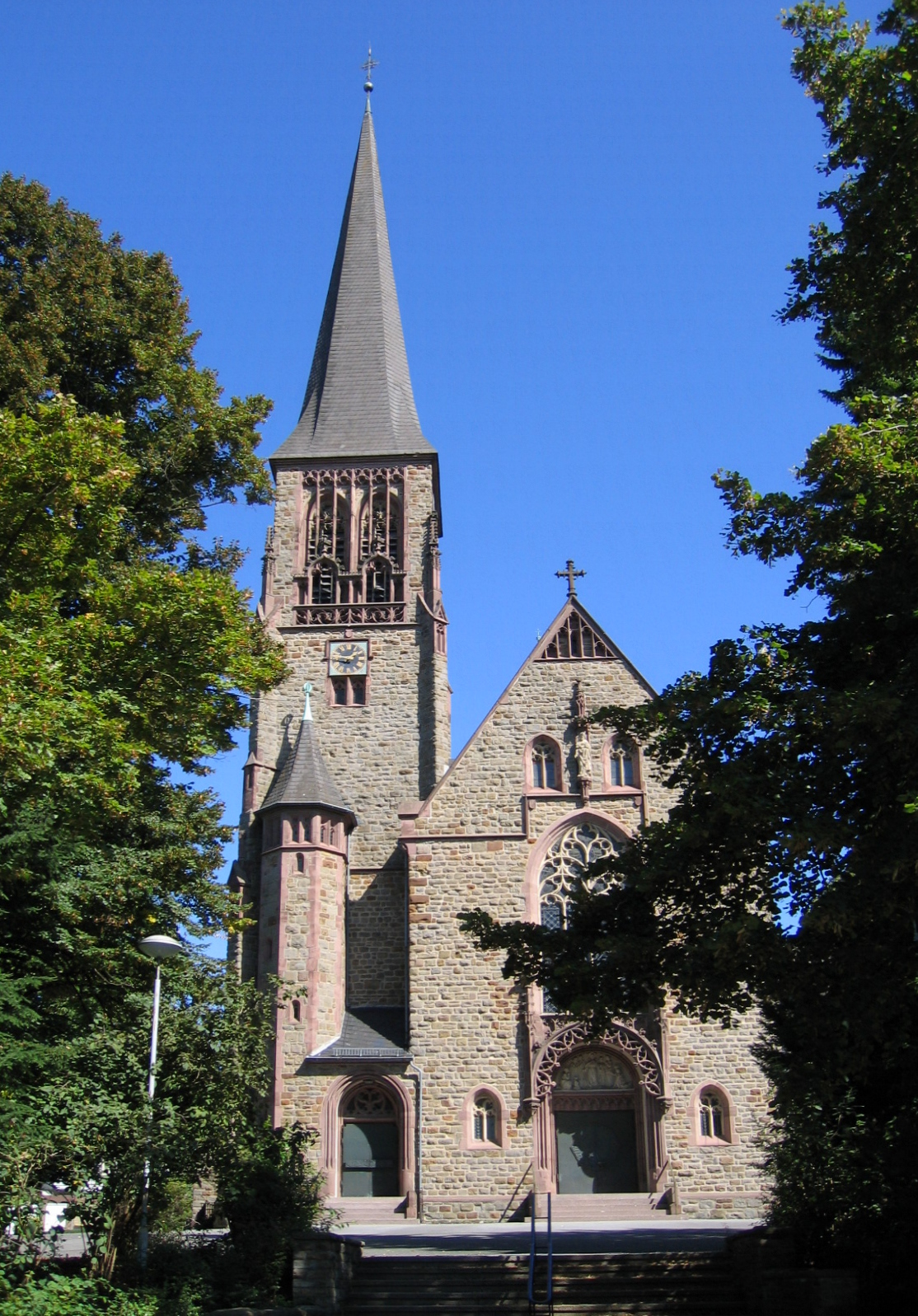
Pfarrkirche St. Joseph
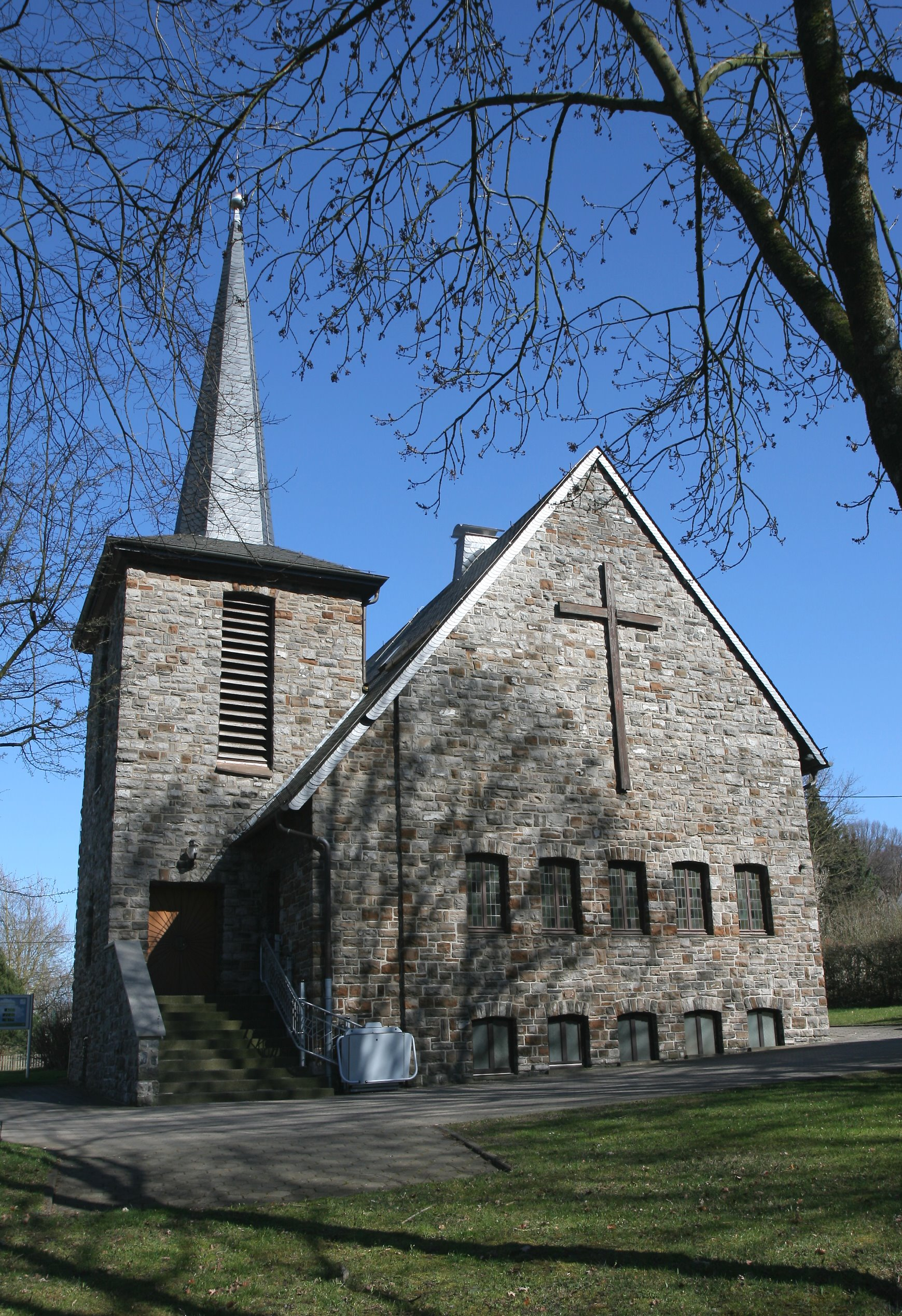
Evangelische Christuskirche

## Geschichte
Die Ortschaft entwickelte sich im Gebiet der damaligen Gemeinde Böingsen. Im Vergleich zum Dorf Böingsen, das heute rund 120 Einwohner zählt, wuchs die Ortschaft erheblich stärker. Die Gemeinde wurde auch deshalb 1936 in „Lendringsen“ umbenannt.
Die Gemeinde bestand darüber hinaus aus den Ortschaften Hüingsen, Berkenhofskamp, Lürbke und Oberrödinghausen.
Die Gemeinde Lendringsen, die damalige Stadt Menden (Sauerland) und weitere Gemeinden des bis dahin existierenden Amtes Menden wurden am 1. Januar 1975 zur neuen Stadt Menden (Sauerland) zusammengeschlossen.
Das Wappen der ehemaligen Gemeinde Lendringsen enthält – wie alle Wappen des Amtes Menden – ein sogenanntes Kuheisen in Silber auf rotem Schild. Darüber ist auf silbergrauem Schild ein blauer Maueranker abgebildet, der dem Wappen der Familie von Rödinghausen entnommen ist.
Die Gemeinde Lendringsen unterhielt seit 1965 eine Partnerschaft mit dem französischen Aire-sur-la-Lys. Die Partnerschaft wird seit der kommunalen Neugliederung 1975 von der Stadt Menden (Sauerland) fortgeführt.

## Kultur
Die für kulturelle Veranstaltungen genutzte Schützenhalle des Bürger-Schützenvereins Lendringsen 1857 e. V. wurde 2012 abgerissen.
Jedes Jahr zu Ostern findet das Stadtteilfest „Lendringser Frühling“ statt.
Zu den Lendringser Musikvereinen zählen unter anderem der Fanfaren-Corps Kolping und ein Shantychor.

## Wirtschaft und Infrastruktur

### Bildung
Nachdem die Albert-Schweitzer-Schule bereits 2012 geschlossen wurde, befinden sich in Lendringsen nur mehr zwei Grundschulen, die Josefschule und die Bischof-von-Kettler-Schule. Das Schulzentrum mit der Realschule Lendringsen und der Hauptschule „Am Habicht“ besteht seit dem August 2017 nicht mehr, da beide Schulen inzwischen aufgelöst wurden. In Lendringsen gibt es auch einen Standort der Volkshochschule Menden-Hemer-Balve.

### Verkehr

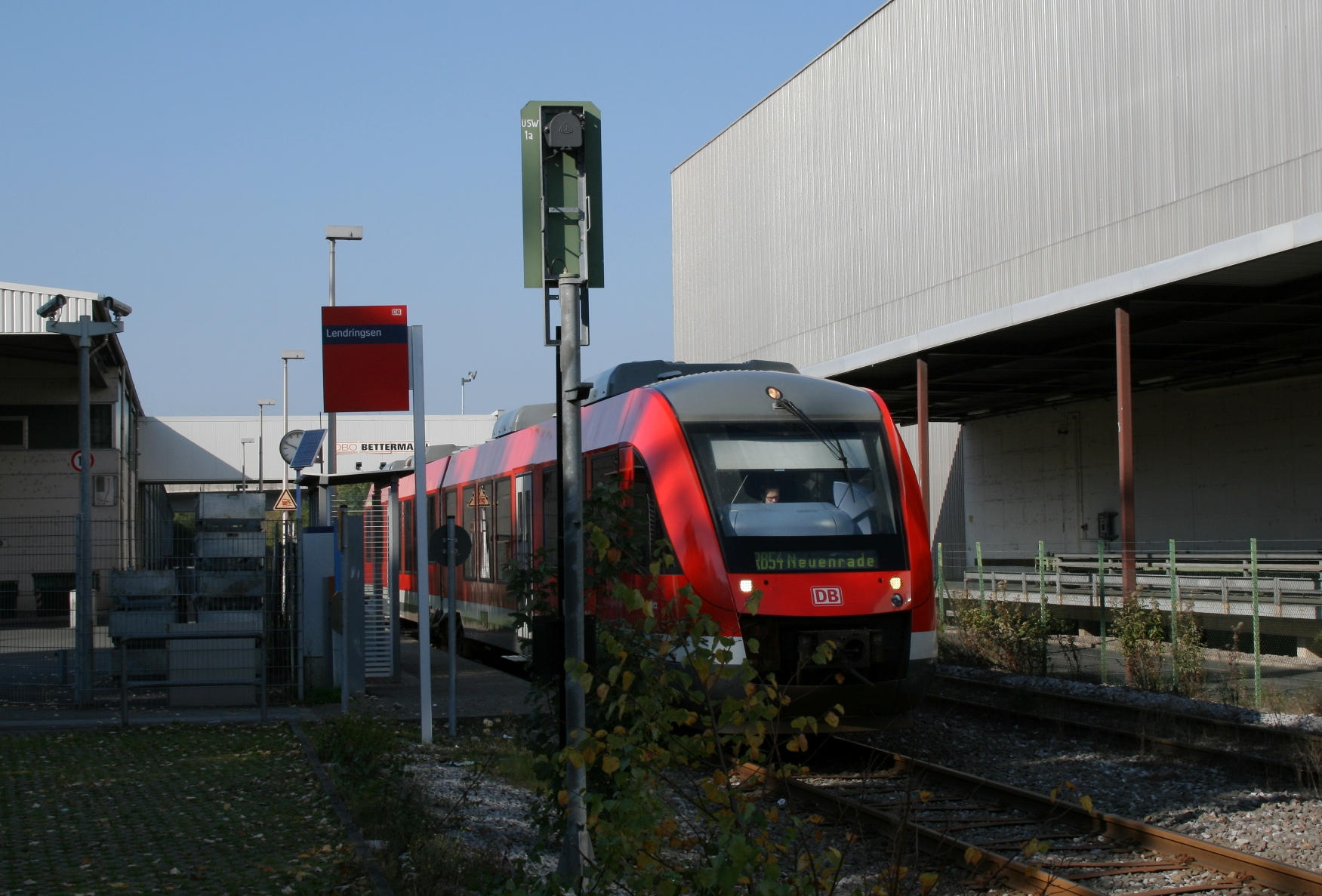
Bahnhof Lendringsen der Hönnetalbahn

Parallel zur Hönne verläuft die Eisenbahnstrecke Menden–Neuenrade (Hönnetalbahn). Der Bahnhof Lendringsen liegt zwischen Lendringsen und Hüingsen unmittelbar am Ortsrand des Nachbarortes. Die Züge der Hönnetal-Bahn (RB 54) von Fröndenberg über Menden (Sauerland) nach Neuenrade verkehren in beiden Richtungen im Stundentakt, am Wochenende im Zwei-Stunden-Takt. 
| Linie | Verlauf | Takt                                            |
| ----- | --- | ----------------------------------------------- |
| RB 54 | Hönnetal-Bahn Fröndenberg – Bösperde – Menden (Sauerland) – Menden (Sauerland) Süd – Lendringsen – Binolen – Volkringhausen – Sanssouci – Balve – Garbeck – Küntrop – Neuenrade Stand: Fahrplanwechsel Dezember 2023 | 60 min (werktags) 120 min (sonn- und feiertags) |